# Sara Foster
Sara Michael Foster (5 de fevereiro de 1981) é uma atriz estadunidense. Ela era uma modelo antes de entrar para a indústria cinematográfica.

## Filmografia
- D.R.E.A.M. Team (1999) (não-creditada)
- D.E.B.S. (2004)
- The Big Bounce (2004)
- Entourage (episódio "Talk Show", 2004)
- Characters (curta de 2005)
- Crossing Jordan (episódio "Family Affair", 2005)
- CSI: Crime Scene Investigation (episódio "Unbearable", 2005)
- South Beach (episódio "Unaired Pilot", 2006)
- Bachelor Party 2: The Last Temptation (2008)
- The Other End of the Line (2008)
- Psych 9 (2009)
- Demoted (2009)
- 90210 (2009-2010) (série de televisão)